# Knjaz Miloš Aranđelovac
Knjaz Miloš Aranđelovac (code BELEX : KNJZ) est une entreprise serbe qui a son siège social à Aranđelovac. Elle travaille dans le secteur des boissons non alcoolisées.

## Histoire
L'exploitation et la vente de l'eau Knjaz Miloš a commencé en 1811 ; il s'agissait de mettre en bouteille l'eau des montagnes serbes de la région d'Aranđelovac. Cette eau doit son nom au prince Miloš Obrenović, qui venait prendre les eaux à Bukovička Banja, la station thermale d'Aranđelovac. L'écrivain Dositej Obradović vint lui aussi visiter les sources, dont il usait pour des raisons médicales. En 1836, le président du Conseil sanitaire de Serbie, Emerich Lindenmeier, fut le premier à analyser la composition de l'eau minérale, suivi par le professeur S.M. Lozanić en 1839. Dans les années 1868-1872, la station de thermale de Bukovik gagna en popularité. En 1866 eut lieu le premier forage pour développer l'exploitation industrielle de l'eau de la source.
Plus récemment, en 2004, 58 % des actions de Knjaz Miloš a.d. ont été achetées par le consortium FPP Balkan Ltd., rejoint par Salford Capital Partners en 2005.
En 2005, la société a obtenu la certification ISO 22000.
Knjaz Miloš Aranđelovac a été admise au libre marché de la Bourse de Belgrade le 24 janvier 2005 et en a été exclue le 15 novembre 2010, après sa transformation en société par actions de type fermé.

## Activités
Knjaz Miloš Aranđelovac produit et vend l'eau minérale de la marque Knjaz Miloš ; cette eau gazeuse est composée de la manière suivante : Sodium (Na+) 286 ; Calcium (Ca2+) 144 ; Magnésium (Mg2+ ) 36,4 ; Potassium (K+) 28,0 ; Fer (Fe 2+/3+) 0,07 ; Bicarbonates (HCO3-) 1329 ; Sulfates (SO42-) 14,0 ; Chlore (Cl-) 7,2 ; Fluor (F- ) 1,5,. Elle propose également une eau de source plate sous la marque Aqua Viva,. Elle produit des jus de fruit naturels d'orange, de pomme, de fraise, de pêche, d'ananas, de myrtille et d'abricot ainsi que des jus de fruit sucrés vendus sous les marques Golf juices et Juice up. Elle fabrique des sodas au cola ou à l'orange vendus sous la marque Golf ainsi que des thés glacés à la pêche et à la rose vendus sous la marque Tea Up. Dans sa gamme de produits figurent aussi l'eau minérale Aqua Una et une boisson énergétique appelée Guarana,.